# Liré
Liré är en kommun i departementet Maine-et-Loire i regionen Pays de la Loire i nordvästra Frankrike. Kommunen ligger i kantonen Champtoceaux som tillhör arrondissementet Cholet. År 2018 hade Liré 2 505 invånare.

## Befolkningsutveckling
Antalet invånare i kommunen Liré
| Referens: INSEE |